# Paralimnoria andrewsi
Paralimnoria andrewsi är en kräftdjursart som först beskrevs av William Thomas Calman 1910.  Paralimnoria andrewsi ingår i släktet Paralimnoria och familjen borrgråsuggor. Inga underarter finns listade i Catalogue of Life.